# Malta, Montana
Malta är en ort i den amerikanska delstaten Montana. Orten grundades 1887 och fick sitt namn efter ön Malta. Malta har varit administrativ huvudort i Phillips County sedan 1915.

## Kända personer från Malta
- Karl Ohs, politiker